# 盧比揚卡 (韋謝利諾韋區)
47°21′33″N 31°19′32″E / 47.35917°N 31.32556°E
盧比揚卡（烏克蘭語：Луб'янка），是烏克蘭南部的村莊，隸屬尼古拉耶夫州的沃茲涅先斯克區。該村始建於1886年，面積0.78平方公里，海拔高度17米，2001年人口352，人口密度每平方公里451.3人。